# Bolla (Troms)
Pour les articles homonymes, voir Bolla.
Bolla est une localité du comté de Troms, en Norvège.

## Géographie
Administrativement, Bolla fait partie de la kommune d'Ibestad.